# Asura intensa
Asura intensa är en fjärilsart som beskrevs av Rothschild 1913. Asura intensa ingår i släktet Asura och familjen björnspinnare. Inga underarter finns listade i Catalogue of Life.